# نامبالا کشاوا رائو
نامبالا کشاوا رائو (به انگلیسی: Nambala Keshava Rao) (۱۹۵۵-۲۱ مه ۲۰۲۵) شناخته‌شده با رزم‌نام باساوراج (به انگلیسی: Basavraj) یا گاگانا (به انگلیسی: Gaganna) یک مبارز هندی، سیاستمدار مائوئیست و دبیر کل حزب کمونیست هند (مائوئیست) بود. او آژانس تحقیقات ملی هند او را در فهرست افراد تحت تعقیب  خود قرار داده بود.
او پیش از این رئیس کمیسیون مرکزی نظامی حزب کمونیست هند بود. در نوامبر ۲۰۱۸ پس از استعفای موپالا لاکشمانا رائو (شناخته‌شده با نام گاناپاتی) به فرماندهی عالی حزب رسید. او در ۲۱ مه ۲۰۲۵ طی یک درگیری مسلحانه به همراه ۲۷ مبارز دیگر جنبش ناگزال توسط نیروهای دولتی کشته شد.

## دوران اولیه زندگی و تحصیل
رائو اهل روستای جیاناپت، کوتا بومالی ماندال، بخش سریکاکولم، ایالت آندرا بود. پدرش واسودووا رائو، معلم و مادرش نارایاناما، خانه‌دار بود. او یک برادر و دو خواهر داشت.
او زمانی بازیکن کبدی بود، و به تیم بی.تک از کالج مهندسی منطقه‌ای راه یافت که اکنون به عنوان مؤسسۀ ملی فناوری وارنگال شناخته می‌شود. او عضو اتحادیه دانشجویان رادیکال بود و رئیس اتحادیه دانشجویان آن کالج شد. او در سیاست دانشجویی جناح چپ فعال بود و به حزب کمونیست هند-مارکسیست لنینیست (جنگ خلق) پیوست. رائو تنها یک بار در سال ۱۹۸۰ در سریکاکولم دستگیر شد، زمانی که درگیری بین دو اتحادیه دانشجویی، اتحادیۀ دانشجویان رادیکال (RSU) و شاخۀ دانشجویی سازمان فاشیستی راشتریه سویم سیوک سنگه (RSS) که آکیل بهاراتیا ویدیارتی پریشاد (ABVP) نامیده می‌شود رخ داد. او در روستای زادگاهش که در اواخر دهه ۱۹۷۰ آن را ترک کرد هیچ ملکی به نام خود نداشت.

## زندگی سیاسی
منابع اطلاعاتی گفته‌اند که رائو از تاکتیک‌های نظامی قدرتمندی در قالب جنگ چریکی استفاده کرده و از اشکال جدیدی از بمب‌های دست‌ساز (IED) استفاده کرده است. او علاوه بر اینکه در استراتژی میدانی تهاجمی بود، به شدت نیز به ایدئولوژی مارکسیسم-لنینیسم-مائوئیسم متعهد بود. او از دهۀ ۱۹۷۰ در جنبش ناگزال مشارکت بود. هنگامی که حزب کمونیست هند-مارکسیست لنینیست (جنگ خلق) در سال ۱۹۸۰ در آندرا پرادش تشکیل شد، او یکی از سازمان‌دهندگان کلیدی بود. او اولین فرمانده‌ای بود که وارد مناطق شرقی گوداواری و ویساخاپاتنام شد. در سال ۱۹۸۷ رائو به همراه مالوجولا کوتسوارا رائو شناخته‌شده با نام کیشنجی، مالوجولا ونوگوپال و مالا راجی رِدی در جنگل های بستر تاکتیک‌های کمین و مدیریت ژلاتین را از گروهی از مبارزان سابق ببرهای آزادی‌خواه تامیل ایلام (LTTE) آموزش دیدند. در سال ۱۹۹۲، او به عضویت کمیتأ مرکزی حزب کمونیست هند-مارکسیست لنینیست (جنگ خلق) انتخاب شد. در سال ۲۰۰۴، زمانی که حزب کمونیست هند (مائوئیست) (CPI(M)) از طریق ادغام حزب کمونیست هند (مارکسیست-لنینیست) جنگ خلق و مرکز کمونیستی مائوئیستی هند (MCCI) تشکیل شد، رائو که در تاکتیک‌های نظامی و استفاده از مواد منفجره، به‌ویژه استفاده از بمب‌های دست ساز، تخصص داشت، به عنوان رئیس کمیسیون نظامی مرکزی حزب و همچنین عضو دفتر سیاسی منصوب شد. آژانس تحقیقات ملی جایزه‌ای به مبلغ ۱۰ لک روپیه برای رائو اعلام کرد. او همچنین با نام‌های پراکاش، کریشنا، داراپو ناراسیمها ردی نیز محبوبیت داشت. در ۱۰ نوامبر ۲۰۱۸، رائو به عنوان دبیر کل جدید حزب کمونیست هند (مائوئیست) جایگزین گاناپاتی شد.

## مرگ
رائو به همراه ۲۷ عضو دیگر جنبش ناگزال در ۲۱ مه ۲۰۲۵ در جریان درگیری مسلحانه بین نیروهای امنیتی هند و ناگزال‌ها در ابوجمار، چتیسگر کشته شدند. او اولین دبیر کل این حزب در تاریخ شورش چهار دهه‌ای آن است که در زمان خدمتش توسط نیروهای امنیتی هند کشته می‌شود.